# Podzemna željeznica Kazanj
Podzemna željeznica Kazanj ili Kazanjski metro (rus. Казанское метро, tatar. Казан метросы) jedna je od najmlađih podzemnih željeznica u Rusiji, a sastoji se od jedne linije na kojoj se nalazi 10 postaja. 
Sustav je otvoren 27. kolovoza 2005. godine, a obilježio je 1000. obljetnicu grada. Danas je Kazanj glavni grad Tatarstana, koji imaju najveću populaciju Tatara u Rusiji. Iako su planovi za izgradnju postojali još 1987. godine, radovi su počeli deset godina kasnije, a izgradnja je tekla vrlo sporo, uglavnom zbog ograničenih sredstava iz državnog proračuna. 
Tuneli su prokopani pomoću modernih strojeva uvezenih iz Zapada, promjera 5,63 metara. Tijekom izgradnje postoja, postavljeni su armirano betonski zidovi, koji dominiraju cjelinom.